# 理想状态
理想状态是自然科学里表示理论上可以达到而实际上因为种种原因不能达到的状态。例如牛顿第一定律，它是一个理想状态，但是实际上因为摩擦，它无法真正做出来；又如分析热力学定律时，可以设定一些完全绝热的装置，但实际上热量的传导几乎是无处不在的。理想状态达到的理想效果是不能用实际的实验或操作证明的，它只能用理论或近似实验证明。但是设定某种理想状态大大方便了人们分析现实世界中复杂的情况。